# Émile Moreau (banquier)
Pour les articles homonymes, voir Émile Moreau et Moreau.
Émile Moreau, né le 29 septembre 1868 à Poitiers et mort le 9 novembre 1950 à Paris, est un haut fonctionnaire et banquier français. 

## Biographie
Moreau commence sa carrière comme inspecteur général des finances au sein du ministère de l'Économie et des Finances. Il est chef de cabinet du ministre des Finances en 1902, et directeur général de la Banque de l'Algérie en 1911.
Il est nommé gouverneur de la Banque de France en 1926, dans un contexte financier difficile. Il contribue à la stabilisation du franc Poincaré, en 1926, après la perte des capitaux français investis en Russie et spoliés par le gouvernement bolchevique. Il est l'un des partisans de sa dévaluation de fait. Il essaie, sans réussite, de gérer la situation de sterling trap (conflicted virtue) dans laquelle se trouve la France du fait de sa possession de livre sterling.
Il conserve son poste jusqu'en 1930. Il est ensuite président du conseil d'administration de la Banque de Paris et des Pays-Bas de 1931 à 1940.
En 1936, il était opposé au Front populaire, parce que celui-ci avait décidé la nationalisation de la Banque de France, dont il était membre du conseil de régence. Aussi, en tant que président du conseil d'administration de Paribas, comme la plupart des banques de la place de Paris, il refusa de placer auprès des épargnants français l'emprunt d'État émis par Léon Blum. Pour cela, il dut destituer son directeur général, Horace Finaly, favorable au gouvernement.  Cette éviction de la direction de la Banque, le 7 juin 1937, qui provoquait un véritable blocus financier contre le Front populaire, annonça la chute du cabinet Blum, le 21 juin suivant.

## Sources
- Moreau Émile, (1954), Souvenirs d'un gouverneur de la Banque de France. Histoire de la stabilisation du franc (1926-1928), éditions Genin, Paris.